# Безлегеневі саламандри
Безлегеневі саламандри (Plethodontidae) — родина хвостатих земноводних.
Налічує близько 380 видів. Ці тварини не мають легенів, більшість постійно знаходиться у воді, в основному в гірських струмках Північної Америки, частково в Центральній і Південній Америці, а 8 видів печерних саламандр зустрічаються в Південній Європі. Один вид — Karsenia koreana поширений в Азії. Більшість тропічних, субтропічних і печерних видів мешкає на суші.
Найдавніші з відомих представників групи відомі з олігоцену Монтани.

## Походження
Як передбачається, деяким хвостатим земноводним свого часу знадобилося знову повернутися у воду. Проте, потім знову довелося вийти з води. Але повторно придбати легені не вдалося. Ось і дожили ці земноводні до наших днів, дихаючи через шкіру і слизову оболонку рота.

## Систематика
Родина включає 2 підродини і 478 видів:
| Підродини                                                        | Роди                                                      | Англійська назва              | К-сть видів |
| ---------------------------------------------------------------- | --------------------------------------------------------- | ----------------------------- | ----------- |
| Hemidactyliinae Hallowell, 1856                                  |                                                           |                               |             |
| Batrachoseps Bonaparte, 1839                                     | Slender salamanders                                       | 19                            |             |
| Bolitoglossa Duméril, Bibron & Duméril, 1854                     | Tropical climbing salamanders                             | 117                           |             |
| Bradytriton Wake & Elias, 1983                                   | Finca Chiblac salamander                                  | 1                             |             |
| Chiropterotriton Taylor, 1944                                    | Splay-foot salamanders                                    | 12                            |             |
| Cryptotriton García-París & Wake, 2000                           | Hidden salamanders                                        | 7                             |             |
| Dendrotriton Wake & Elias, 1983                                  | Bromeliad salamanders                                     | 6                             |             |
| Nototriton Wake & Elias, 1983                                    | Moss salamanders                                          | 13                            |             |
| Nyctanolis Elias & Wake, 1983                                    | Long-limbed salamanders                                   | 1                             |             |
| Oedipina Keferstein, 1868                                        | Worm salamanders                                          | 25                            |             |
| Parvimolge Taylor, 1944                                          | Tropical dwarf salamanders                                | 1                             |             |
| Pseudoeurycea Taylor, 1944                                       | False brook salamanders                                   | 50                            |             |
| Thorius Cope, 1869                                               | Minute salamanders                                        | 23                            |             |
| Hemidactylium Tschudi, 1838                                      | Four-toed salamander                                      | 1                             |             |
| Eurycea Rafinesque, 1822                                         | North American brook salamanders                          | 27                            |             |
| Gyrinophilus Cope, 1869                                          | Spring salamanders                                        | 4                             |             |
| Pseudotriton Tschudi, 1838                                       | Mud and red salamanders                                   | 3                             |             |
| Stereochilus Cope, 1869                                          | Many-lined salamanders                                    | 1                             |             |
| Urspelerpes Camp, Peterman, Milanovich, Lamb, Maerz & Wake, 2009 | Patch-nosed salamander                                    | 1                             |             |
| Plethodontinae Gray, 1850                                        | Aneides Baird, 1851                                       | Climbing salamanders          | 6           |
| Plethodontinae Gray, 1850                                        | Atylodes Gistel, 1868                                     | Sardinian Cave Salamander     | 1           |
| Plethodontinae Gray, 1850                                        | Desmognathus Baird, 1850                                  | Dusky salamanders             | 20          |
| Plethodontinae Gray, 1850                                        | Ensatina Gray, 1850                                       | Ensatinas                     | 1           |
| Plethodontinae Gray, 1850                                        | Hydromantes Gistel, 1848                                  | Web-toed & European cave sals | 3           |
| Plethodontinae Gray, 1850                                        | Karsenia Min, Yang, Bonett, Vieites, Brandon & Wake, 2005 | Korean crevice salamanders    | 1           |
| Plethodontinae Gray, 1850                                        | Phaeognathus Highton, 1961                                | Red Hills salamanders         | 1           |
| Plethodontinae Gray, 1850                                        | Plethodon Tschudi, 1838                                   | Slimy & mountain salamanders  | 55          |
| Plethodontinae Gray, 1850                                        | Speleomantes Dubois, 1984                                 | Cave Salamanders              | 7           |
|                                                                  | †Palaeoplethodon Poinar and Wake, 2015                    |                               | 1           |

## Ресурси Інтернету
- AmphibiaWeb — Plethodontidae [Архівовано 9 червня 2015 у Wayback Machine.]
- Tree of Life: Plethodontidae [Архівовано 14 квітня 2009 у Wayback Machine.]
- Caudata Culture Species Database — Plethodontidae [Архівовано 29 грудня 2016 у Wayback Machine.]